# Hessenhuis (Anvers)

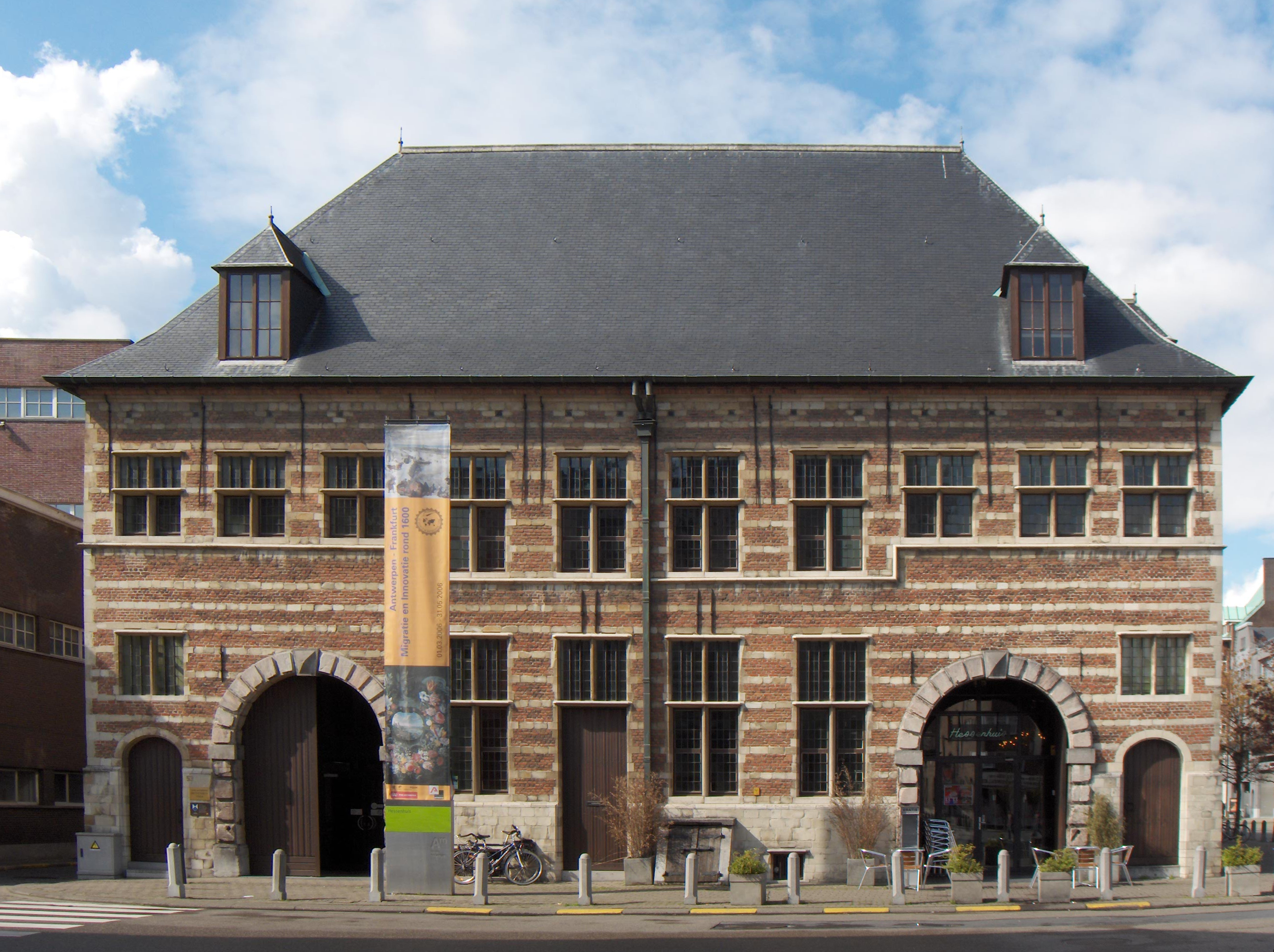
La Hessenhuis.

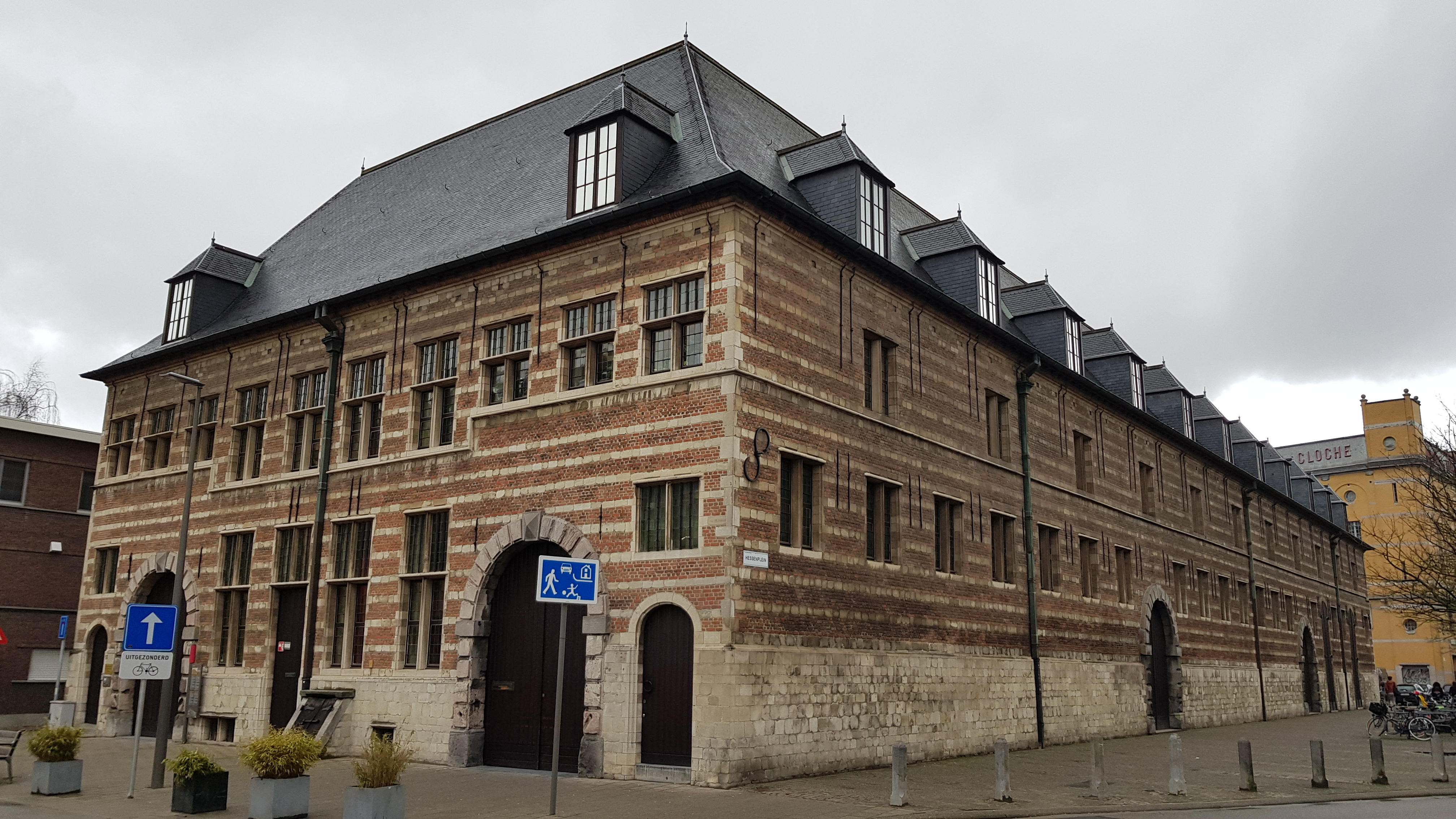
La Hessenhuis.

Le Hessenhuis est un entrepôt historique à Anvers. Il porte le nom des transporteurs de Frammersbach qui transportaient des marchandises sur la route Nuremberg - Anvers.

## Histoire
La riche veuve Anna Janssens fit construire l'édifice Renaissance, achevé en 1564, à la demande des marchands allemands. Il y avait des écuries et des magasins au premier étage. Les anneaux auxquels les chevaux étaient attachés sont toujours sur les murs.
Après l'âge d'or du commerce anversois, le bâtiment a servi de maison de prière protestante, de caserne, de caserne de pompiers, d'entrepôt et d'ateliers.
Après la restauration en 1975, le bâtiment a fourni un espace pour des expositions temporaires. On y trouve le tableau de l'entrepreneur Gilbert van Schoonbeke, qui a construit les voies navigables d'Anvers à travers lesquelles les îles ont été créées.